# Dieter Mertens (Volkswirt)
Dieter Mertens (* 29. Januar 1931 in Krefeld; † 11. August 1989) war ein deutscher Arbeits- und Bildungsforscher.

## Leben
Dieter Mertens machte 1949 sein Abitur am Beethoven-Gymnasium in Bonn. Von 1954 bis 1958 studierte er Volkswirtschaft in Berlin und schloss als Diplom-Volkswirt ab. 1963 erfolgte seine Promotion zum Dr. rer. pol. in Berlin und 1973 die Habilitation zum Dr. rer. pol. habil. in Regensburg.
Während seines Studiums der Volkswirtschaftslehre arbeitete Dieter Mertens bei Borsig in Berlin als kaufmännischer Angestellter. Nach seinem Abschluss zum Diplom-Volkswirt trat er als Wissenschaftler in das Deutsche Institut für Wirtschaftsforschung (DIW) ein.
1967 wurde er zum Leiter des neu gegründeten Instituts für Arbeitsmarkt und Berufsforschung (IAB) berufen, dessen Direktor er bis zu seiner vorzeitigen Pensionierung 1987 blieb. Nach seiner Habilitation in Regensburg 1973 hatte er zusätzlich Lehraufträge an den Universitäten Erlangen-Nürnberg und Regensburg. 1980 wurde er zum Honorarprofessor mit Lehrverpflichtung an der Gesamthochschule Kassel berufen.
Von 1984 bis 1986 war er als Nachfolger von Hans-Jürgen Krupp Mitglied im Sachverständigenrat zur Begutachtung der gesamtwirtschaftlichen Entwicklung. Sein Nachfolger dort wurde Rüdiger Pohl.
Dieter Mertens’ Name verbindet sich mit dem Aufstieg und der Reputation des Institutes für Arbeitsmarkt und Berufsforschung der Bundesanstalt für Arbeit, dessen Gesicht er während zwanzig Jahren entscheidend prägte. Des Weiteren ist sein Name mit dem in der Bildungsdiskussion heute unverzichtbaren Begriff der „Schlüsselqualifikation“ verbunden. Diesen Begriff verwendete er zum ersten Mal bei einem Vortrag 1972 und gab ihm eine erste schriftliche Definition in einem Aufsatz 1974. Er bezog ihn nur auf die berufliche Bildung.

## Weitere Tätigkeiten
- Arbeitsgruppe „Lage der Nation“ beim Bundeskanzleramt
- Stellvertretender Vorsitzender der Kommission für wirtschaftlichen und sozialen Wandel in der Bundesrepublik Deutschland (bei der Bundesregierung)
- Gesprächskreis Bildungsplanung beim Bundesminister für Bildung und Wissenschaft
- Ausschüsse und Gesprächskreise beim Bundesminister für Forschung und Technologie (Sozialwissenschaften, Elektronik, Mikroelektronik)
- Fachausschuss „Humanisierung des Arbeitslebens“ beim Bundesminister für Forschung und Technologie
- Fraunhofer-Institut für System- und Innovationsforschung (ISI) Karlsruhe
- Beirat des Instituts „Frau und Gesellschaft“
- 1973 bis 1986 Beirat der Friedrich-Naumann-Stiftung

## Schriften
- Schlüsselqualifikationen. Thesen zur Schulung für eine moderne Gesellschaft, in: Mitteilungen aus der Arbeitsmarkt- und Berufsforschung, 7. Jg., 1974, S. 36–43.
- Das Andere in der Forschung. Hrsg.: TIAS, Verlag Das Andere GmbH, Nürnberg 1992.